# Kalendarium historii Legnicy

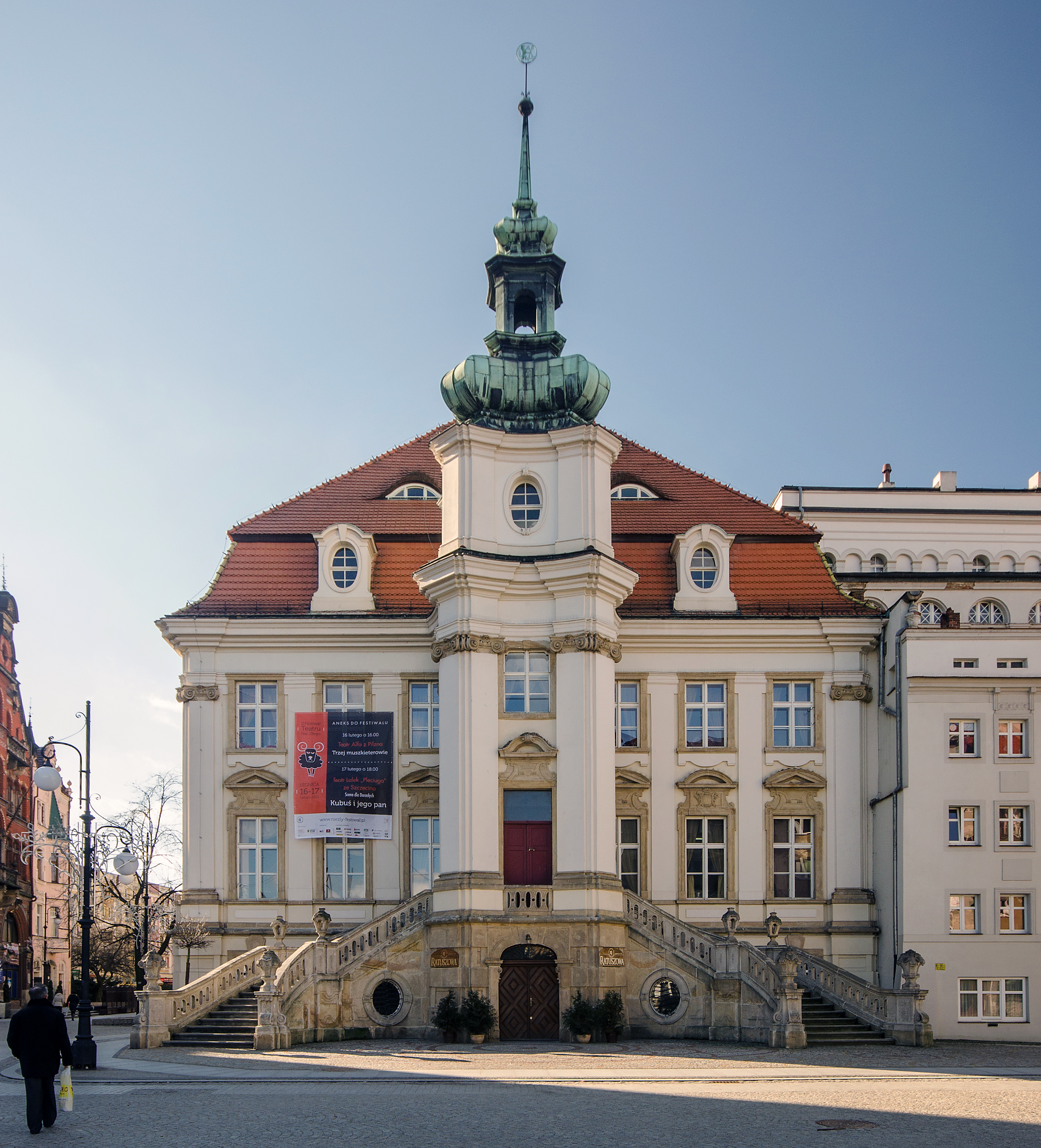
Stary Ratusz

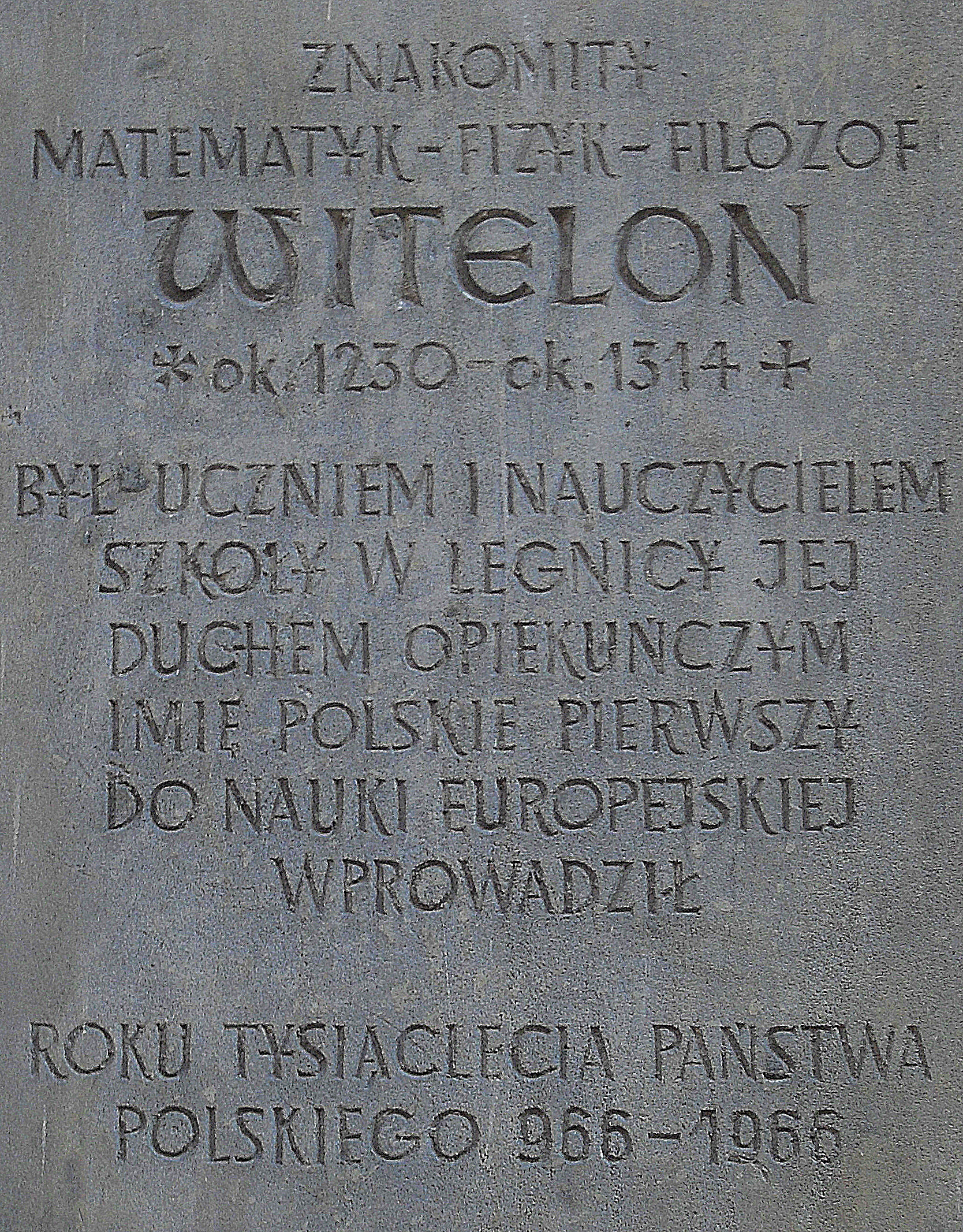
Tablica pamiątkowa poświęcona Witelonowi na ścianie budynku Muzeum Miedzi

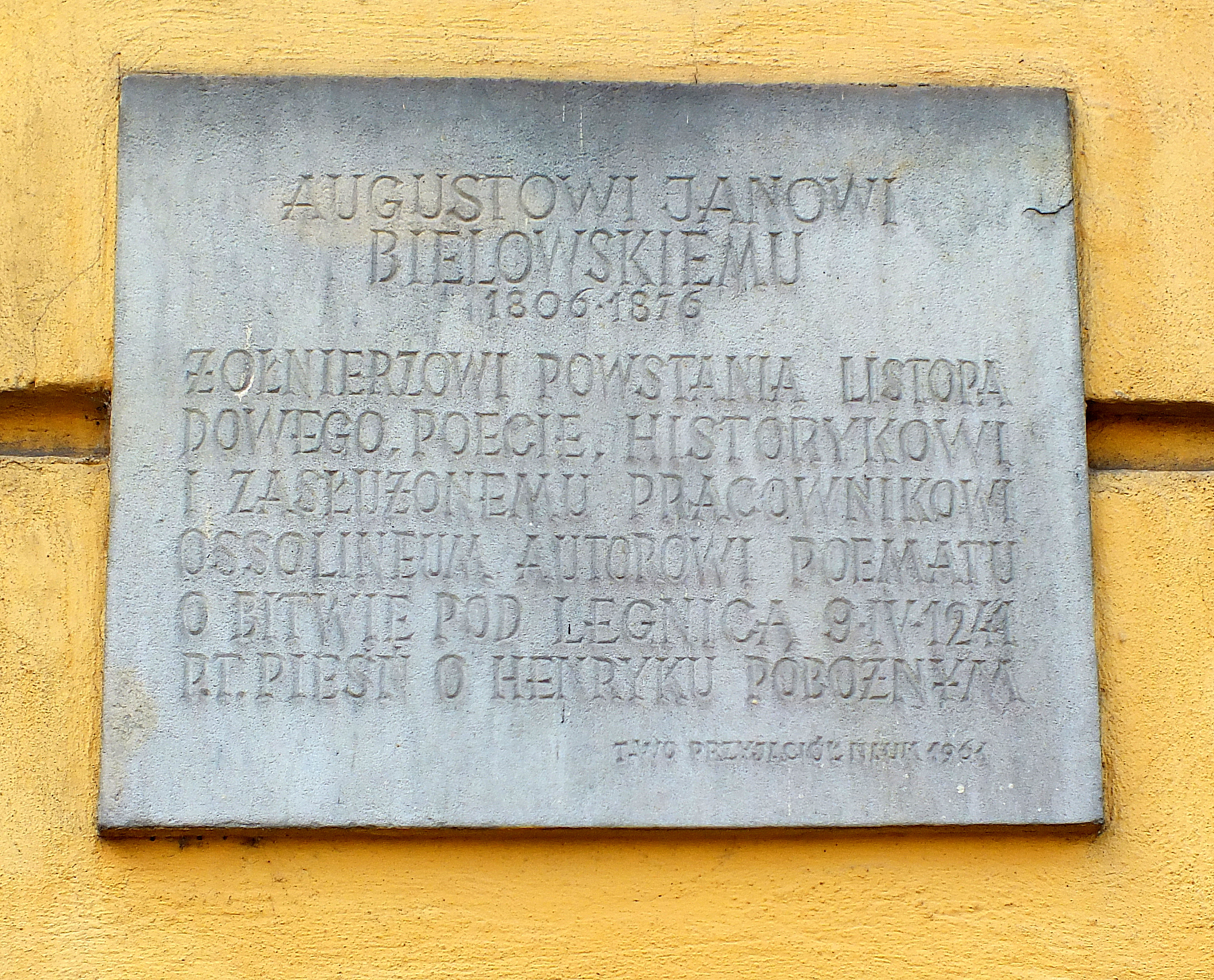
Tablica upamiętniająca A.J.Bielowskiego autora poematu: Pieśń o Henryku Pobożnym

- ok. 4000 lat p.n.e. – Pierwsze ślady pobytu człowieka.
- VIII w. p.n.e. – Osady ludności kultury łużyckiej na Przedmieściu Stare Piekary z warsztatem odlewniczym brązu i nad Czarną Wodą (Garncarska Góra).
- VII–X w. – Na miejscu późniejszego zamku zbudowano gród z umocnieniami ziemno-drewnianymi, prawdopodobnie stanowiący ośrodek władzy jednego ze śląskich plemion.
- 985 – badania dendrochronologiczne wykazały, że w tym roku w czasach panowania Mieszka I zbudowano nowy gród w formie tzw. „grodu piastowskiego”[1]
- 1149 r. – Po raz pierwszy pojawiła się nazwa Legnicy i kaplicy św. Benedykta w dokumencie Bolesława Kędzierzawego, zwierzchniego księcia Polski.
- około 1175 r. – Gród legnicki rozwinął się jako znaczący ośrodek administracyjno-wojskowy i gospodarczy. Jego znaczenie potwierdza ilość wsi służebnych: Piekary, Rzeszotary, Szczytniki i Złotniki.
- 1202 r. – Pojawiła się wzmianka o kasztelanie. Pod osłoną grodu powstały osiedla rzemieślniczo-handlowe z trzema kościołami parafialnymi. Henryk Brodaty kontynuował budowę zamku murowanego z cegły.
- 1241 r. – Najazd Mongołów, w walce, z którymi poległ 9 IV w bitwie pod Legnicą książę Henryk II, zwany później Pobożnym.
- 1252 r. – Wzmianka o wójcie Radwanie, stolniku książęcym zarządzającym miastem. Legnica siedzibą dzielnicowych książąt z rodu Piastów. Istniał dwór biskupów wrocławskich.
- 1264 r. – Legnica uzyskała prawa miejskie, wzrastało znaczenie miasta.
- schyłek XIII w. – Oprócz kościołów, kaplicy zamkowej, szkoły parafialnej powstały klasztory dominikanów i franciszkanów, szpital krzyżowców z czerwoną gwiazdą, umocnienia drewniano-ziemne. Na pieczęci miejskiej jako herb postać św. Piotra patrona głównego kościoła parafialnego.
- 1309 r. – Szkoła parafialna przy kościele św. Piotra została podniesiona do wyższego szczebla dzięki Witelonowi, filozofowi i fizykowi o pozycji europejskiej.
- 1329 r. – Bolesław III, książę legnicko-brzeski uznał zwierzchnictwo Korony Czeskiej; upadek autorytetu władzy książęcej.
- 1345 r. – Założenie mennicy, Anastasio Venture pochodzi z Florencji, przyszedł z Kutnej Hory[2]
- XIV w. – Rozkwit handlu i rzemiosła m.in. dzięki położeniu miasta przy głównej drodze łączącej południowe Niemcy z Polską i dalej z Rusią. Budowa nowych monumentalnych kościołów św. Piotra i NM Panny, ratusza murowanego, murów obronnych z 30 basztami, sieci wodociągowej. Zakup od księcia rozległych terenów podmiejskich, kopalnia złota w Mikołajowicach, Mennica wybiła pierwsze złote monety.
- XV w. – Wojny husyckie, rozbudowa umocnień obronnych. Most murowany na Kaczawie. Powstały nowe klasztory kartuzów, bernardynów i benedyktynek. Żywe stosunki handlowe z Polską. Liczni legniczanie na Uniwersytecie w Krakowie. Wygnanie Żydów.
- XVI w. – Książę Fryderyk II i mieszczaństwo przyjęli naukę Marcina Lutra; sekularyzacja klasztorów, instytucji i majątków kościelnych. Pozostawiono tylko klasztor ss. benedyktynek. Trzy lata działał uniwersytet luterański; powstała pierwsza drukarnia (1528)[3]. Książęta odzyskali przewagę w mieście. Rozbudowa i modernizacja urządzeń obronnych wobec groźby najazdu tureckiego. Śląsk pod władzą Habsburgów.
- 1618–1648 r. – Wojna trzydziestoletnia przerwała pasmo rozwoju. Przekształcono miasto w nowoczesną twierdzę. Spadło zaludnienie. Książęta i mieszczanie chronili się w Polsce; ogólne zubożenie. Koniec wojny przyniósł katastrofalny pożar miasta.
- poł. XVII w. – Okres odbudowy ze zniszczeń wojennych i klęsk żywiołowych. Śmierć w 1675 r. młodocianego jeszcze ks. Jerzego Wilhelma – ostatniego potomka męskiego z rodu Piastów. Księstwo legnicko-brzeskie przeszło pod bezpośrednią władzę cesarzy niemieckich z dynastii Habsburgów. Budowa Mauzoleum Piastów.
- 'pocz. XVIII w. – Rozmach inwestycyjny. Zbudowano cztery nowe kościoły i dwa klasztory, nowy dwór biskupów wrocławskich; powstało kolegium jezuickie, przebudowano zamek po pożarze; wzniesiono nowy ratusz, gmach Akademii Rycerskiej i dwór opatów lubiąskich. Kontrreformacja, ucisk protestantów.
- 1741–1805 – Miasto przeszło pod panowanie pruskie; przestało być twierdzą. Przeniesiono władze administracyjne II instancji do Głogowa. Zlikwidowano samorząd; zapanował ucisk fiskalny. Nastąpił zastój w budownictwie publicznym. Manufaktury konkurowały z rzemiosłem.

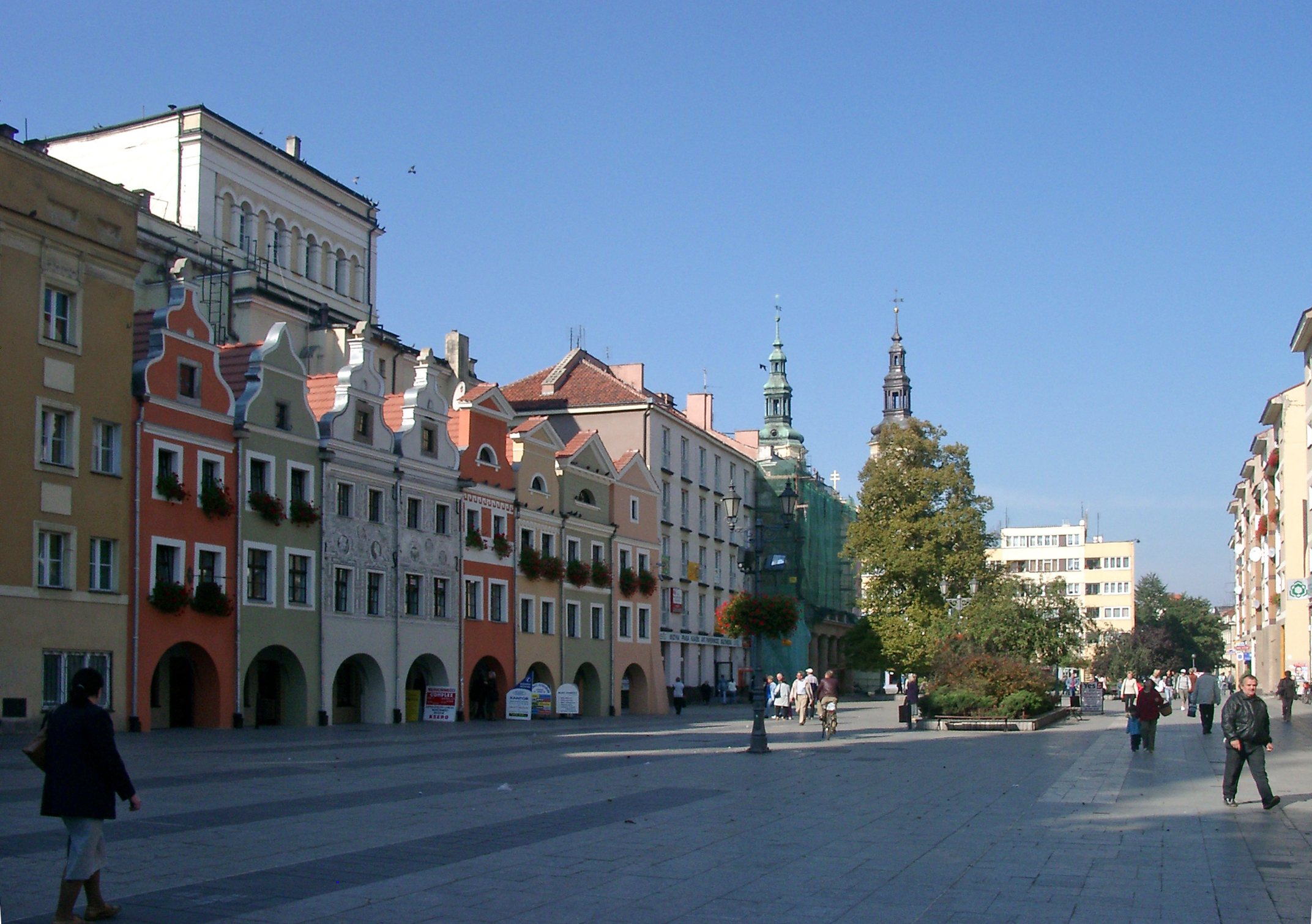
Rynek

- 1806–1813 – Wojny napoleońskie; klęska militarna Prus. Reformy wewnętrzne. Kasata ostatnich zgromadzeń zakonnych benedyktynek i bernardynów. Legnica siedzibą władz regencji dolnośląskiej. W dniu 26 sierpnia 1813 r. bitwa z wojskami napoleońskimi nad Kaczawą zwycięska dla wojsk rosyjsko-pruskich (Bitwa nad Kaczawą). Po 350 latach osiedlili się pierwsi Żydzi.
- 1822–1848 – Rozbudowa dróg bitych sprzyjała rozwojowi miasta. W październiku 1844 r. połączono Legnicę z Wrocławiem linią kolejową. Pożar kościoła NM Panny i większej części miasta. Likwidacja cmentarzy parafialnych, stworzenie wspólnego cmentarza. Budowa gmachu teatru.
- 1849–1871 – Ożywienie ruchu inwestycyjnego. Burzenie średniowiecznych murów obronnych; w 1857 r. wprowadzono oświetlenie gazowe. Budowa obiektów szkolnych, szpitala miejskiego. Powstał pierścień zieleni na terenach pofortecznych.
- 1872–1900 – Powiększono obszar miasta. Otwarto nowe połączenia kolejowe; budowa drugiego dworca. Powstała nowa sieć wodociągowo-kanalizacyjna. Nowe siedziby urzędów, koszary wojskowe. Uruchomiono zakład elektryczny i komunikację tramwajową; ulepszono nawierzchnię ulic, powiększono park miejski, powstały nowe mosty na Kaczawie. Otwarto szkołę rolniczą.
- 1899–1913. – Powstała nowa dzielnica mieszkaniowa Tarninów. Inwestycje w szkolnictwie. Nowe zakłady opieki społecznej, szpital ss. elżbietanek. Budowa dalszych koszar wojskowych; rozbudowa przemysłu maszynowego; budowa dwóch nowych kościołów na Kartuzach. Lotnisko dla sterowców.
- 1914–1918 – I wojna światowa. Zastój w życiu gospodarczym; brak rąk do pracy, trudności aprowizacyjne, dotkliwe straty w ludziach. Nowe lotnisko wojskowe dla płatowców.
- 1927 r. – Wielka wystawa ogrodniczo-przemysłowa GUGALI.
- 1919–1934 – Zubożenie, inflacja, okres trudności w latach dwudziestych XX w. Władze miejskie rozwinęły budownictwo komunalne, przebudowa węzła kolejowego, powstaje następny dworzec, budynek poczty dworcowej.
- 1935–1939 – Rządy Hitlera; zbrojenia III Rzeszy ożywiły gospodarkę, wybudowano nowe obiekty wojskowe, budynki użyteczności publicznej. Prześladowanie Żydów. Budowa autostrady.
- 1939–1945 – II wojna światowa. Militaryzacja części zakładów przemysłowych, reglamentacja żywności. Napływ robotników z krajów okupowanych i mieszkańców bombardowanych obszarów Niemiec.
- 9 II 1945 r. – Wojska radzieckie nie napotykając na większy opór opanowały miasto. Już po zakończeniu działań wojennych żołnierze Armii Radzieckiej podpalili zamek, szereg budynków w śródmieściu, a także muzeum i dawne seminarium duchowne Jezuitów. Wyludniona Legnica stała się punktem etapowym dla wojsk radzieckich i jednym wielkim szpitalem dla rannych i chorych żołnierzy.
- 9 IV 1945 r. – Przemarsz II Armii Wojska Polskiego na linię frontu nad Nysę Łużycką.
- 25 IV 1945 r. – Przybycie pierwszych przedstawicieli cywilnych polskich władz administracyjnych i partyjnych.
- początek maja 1945 r. – Spalenie średniowiecznej części Legnicy przez armię radziecką.
- 5 VII 1945 r. – została założona pierwsza na ziemiach zachodnich drużyna harcerska.
- 1946–1949 – Ruchy migracyjne ludności, wysiedlenie mieszkańców narodowości niemieckiej. Uruchomiono szkoły podstawowe i średnie, muzyczną, 4 kina, Miejską Bibliotekę Publiczną (1946 r.).
- 1952 r. – Rozpoczęto budowę Legnickich Zakładów Metalurgicznych, późniejszej Huty Miedzi „Legnica”.
- 1953–1960 – Pojawiło się pismo lokalne pt. „Wiadomości Legnickie” (1954). Powstało: Społeczne Ognisko Muzyczne (1955 r.) i Towarzystwo Przyjaciół Nauk (1959 r.).
- 9 maja 1960 r. - Legnicę odwiedził I sekretarz KC PZPR Władysław Gomułka w towarzystwie premiera Józefa Cyrankiewicza, ministra obrony narodowej Mariana Spychalskiego i I sekretarza KW PZPR Władysława Matwina[4].
- początek lat 60. – Likwidacja reliktów dawnej średniowiecznej Legnicy przez partyjnych planistów, tworzenie podwalin „miasta socjalistycznego”.
- 1966 r. – Pożar kolegium pojezuickiego i wieży zachodniej kościoła św. Jana.
- 1968 r. – Zlikwidowano komunikację tramwajową (13 VII), dynamicznie rozwijając autobusową.
- 1968 r. - Otwarcie filii Politechniki Wrocławskiej w Legnicy.
- 1 VI 1975 r. – Legnica została podniesiona do rangi miasta wojewódzkiego.
- 1977 r. – Powołano Teatr Dramatyczny w Legnicy, reaktywując działalność artystyczną legnickiej sceny – sezon otwarto premierą „Lata w Nohant” Jarosława Iwaszkiewicza w reżyserii Józefa Wyszomirskiego. Miasto nawiedziła katastrofalna w skutkach powódź.
- VII 1979 r. – Władze radzieckie przekazały gmach Akademii Rycerskiej.
- 1989 r. – Uruchomiono pierwsze obiekty Szpitala Wojewódzkiego im. Antoniego Falkiewicza.
- 1990 r. – Rozpoczęła nadawanie programów lokalna stacja radiowa.
- 1992 r. – Powołano diecezję Legnicką, podnosząc zarazem kościół św. ap. Piotra i Pawła do rangi katedry. Pierwszym legnickim biskupem został Tadeusz Rybak.
- 24 VI 1992 r. – Miedź Legnica zdobywa Puchar Polski w piłce nożnej.
- 15 IX 1993 r. – Ostatnie oddziały Armii Radzieckiej opuściły Legnicę.
- 1994 r. – Oddano do użytku pierwszy odcinek Obwodnicy Zachodniej, fragmentu obwodnicy mającej docelowo przyjąć ruch z drogi krajowej nr 3.
- 1 I 1996 r. – Miasto powołało gminną spółkę komunikacyjną, po likwidacji ostatniego w Polsce Wojewódzkiego Przedsiębiorstwa Komunikacyjnego.
- 15 IV 1997 r. – Ustanowiono Legnicką Specjalną Strefę Ekonomiczną.

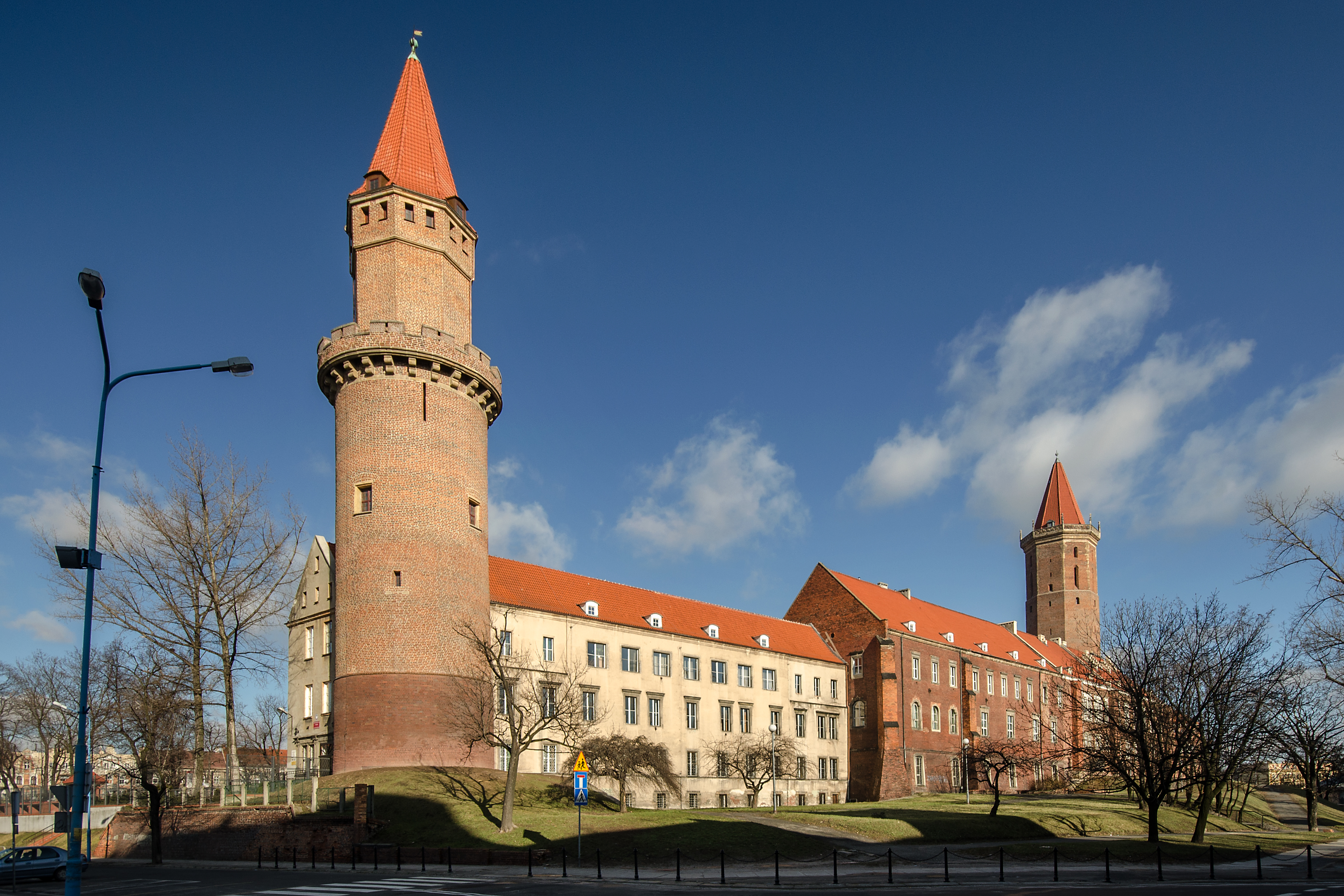
Zamek Piastowski

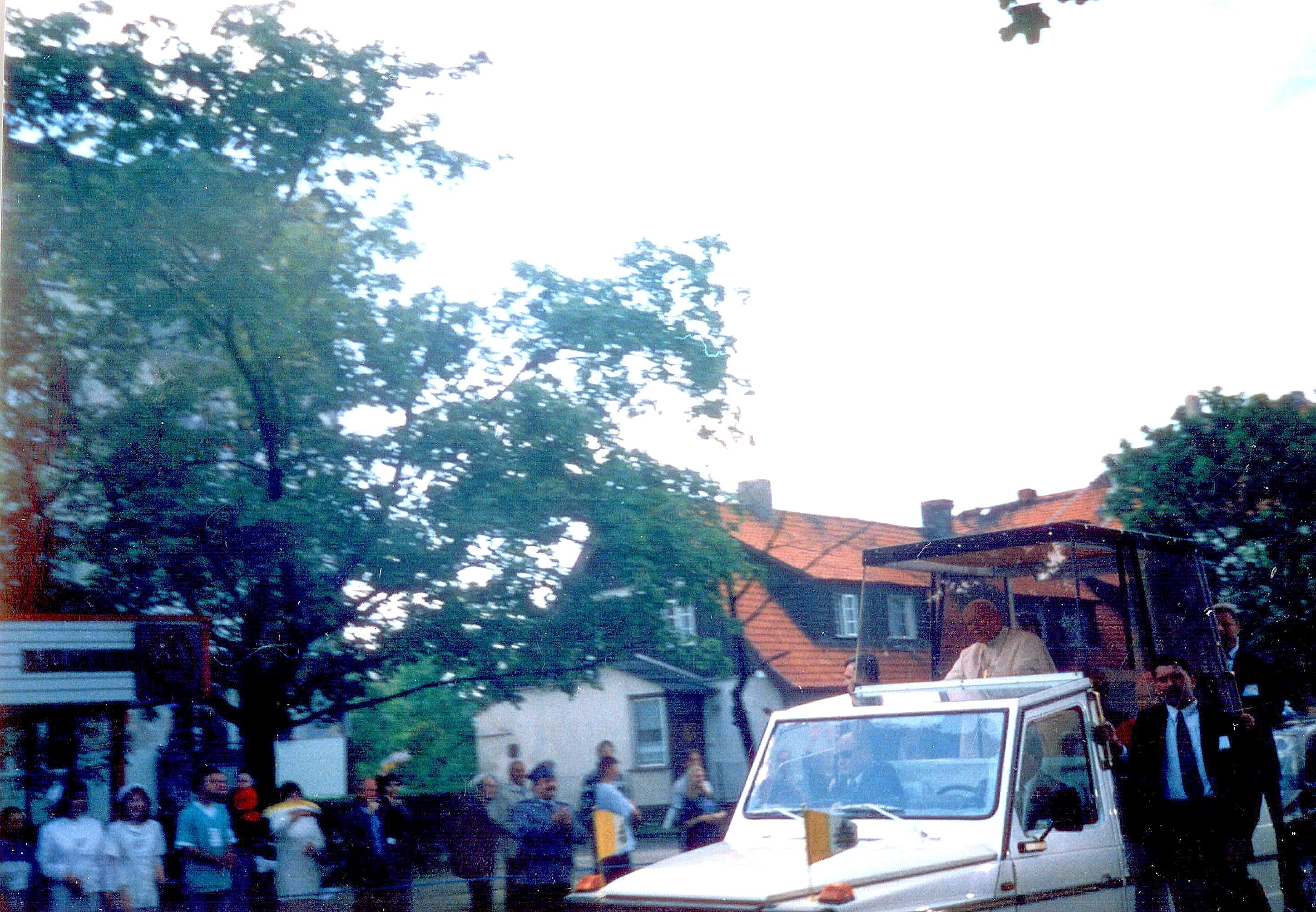
Papież w papamobile na ulicach Legnicy (02.06.1997 r., ul. Rzeczypospolitej).

- 2 VI 1997 r. – Legnicę odwiedził Papież Jana Paweł II.
- 1997 r. – Miasto zostało obronione przed „wielką wodą”, równo 20 lat po ostatniej powodzi Kaczawa wystąpiła ze swoich brzegów, mimo że poziom wody był wyższy niż w 1977 r. udało się ocalić miasto od zalania, głównie dzięki ofiarności ludzi.
- 1998 r. – Powstał pierwszy w mieście sklep wielkopowierzchniowy; Muzeum Miedzi w 30. rocznicę likwidacji legnickich tramwajów sprowadziło zabytkowy tramwaj-pomnik z Elbląga; po wieloletnim remoncie po powodzi 1977 r. ponownie otwarte zostało Kąpielisko Północne.
- 1 I 1999 r. – Legnica straciła statut miasta wojewódzkiego; została miastem na prawach powiatu i stolicą powiatu ziemskiego w województwie dolnośląskim.
- 7 IV 1999 r. – lotnisko zostało wpisane do Państwowego Rejestru Lotnisk Cywilnych.
- V 1999 r. – Rada Europy odznaczyła Legnicę Dyplomem Europejskim.
- VI 2001 r. – w ramach obchodów przez kościół Roku Jubileuszowego 2000 na skwerze Orląt Lwowskich odsłonięto najwyższy w mieście pomnik (28 m) upamiętniający 2000 lat chrześcijaństwa i 760 lat od momentu bitwy legnickiej.
- 2 IX 2001 r. – miastu wręczono Honorową Flagę Rady Europy.
- 25 III 2002 r. – obchody 10-lecia diecezji legnickiej.
- 19 IV 2002 r. – obchody 5-lecia istnienia Legnickiej Specjalnej Strefy Ekonomicznej.
- 21 V – 8 VI 2002 r. – narodowy spis powszechny ludności i mieszkań oraz powszechny spis rolny.
- 4–6 VI 2004 r. – Pierwszy Wielki Zjazd Legniczan.
- 19 III 2005 r. – Nowym biskupem legnickim został mianowany Stefan Cichy. Swój urząd objął dnia 30 kwietnia 2005 r.
- 2005 r. – Odtworzono historyczny kształt ul. Najświętszej Marii Panny, rozpoczynając proces rewitalizacji centrum staromiejskiego.
- 30 XI 2006 r. – Otwarto Galerię Piastów – pierwszą w Legnicy galerię handlową
- 16 X 2007 r. – początek I Synodu diecezji legnickiej
- 23 VII 2009 r. – Legnica została częściowo pozbawiona prądu po przejściu gwałtownej nawałnicy. Zniszczona została duża część Parku Miejskiego. Zginęły 2 osoby, kilkadziesiąt zostało rannych.
- 24 III 2012 r. – uroczycie zakończono I Synod w obecności nuncjusza apostolskiego w Polsce abpa Celestina Migliore oraz licznie przybyłych biskupów, prezbiterów i wiernych.
- 16 IV 2014 r. – Trzecim biskupem diecezjalnym został Zbigniew Kiernikowski.
- maj 2018 r. – Miedź Legnica zwycięża w Nice 1 Liga w sezonie 2017/18 i awansuje do Lotto Ekstraklasy.
- 28 VI 2021 r. – Ojciec Święty Franciszek mianował Biskupa Andrzeja Siemieniewskiego biskupem legnickim.